# ول معطلی
ول معطلی فیلمی به کارگردانی عزیزاله رفیعی و نویسندگی عزیزاله رفیعی، اسداله سلیمانی فر ساختهٔ سال ۱۳۴۵ است.

## خلاصه داستان
محسن مرد ثروتمندی است که در معامله‌ای ورشکست شده و از پیرزنی به نام نوبر مقداری پول نزول کرده و تا به اوضاع تجارت خانهٔ خود سر و سامانی بدهد...نکته قابل توجه بازی علی میری در نقش منفی است

## بازیگران
- عباس مصدق
- فریبا خاتمی
- علی میری
- عزت اله وثوق
- نادر رفیعی
- عباس مهردادیان
- مهدی قلی صفاپور
- محمود بهار
- حشمت اله رفیعی
- اصغر تیموری
- نیکتاج صبری
- مهری مهران
- شهین